# Antonios IV.
Antonios IV. (mittelgriechisch Αντώνιος Δ΄; † Mai 1397) war von 1389 bis 1390 und erneut von 1391 bis 1397 Patriarch von Konstantinopel.

## Leben und Wirken
Über seine Laufbahn vor dem Patriarchat ist nicht viel bekannt. Ursprünglich war er ein Priestermönch, möglicherweise im Kloster Dionysiou auf Athos.
Kurz nach seinem Amtsantritt am 12. Januar 1389 fand im Februar dieses Jahres ein Synodalverfahren statt, bei dem der Konflikt um das Amt des Metropoliten von Moskau zugunsten Kiprians entschieden und Pimen endgültig abgesetzt wurde. Als Johannes VII. 1390 den bisherigen Kaiser Johannes V. stürzte, wurde auch Antonios im Juli seines Amtes enthoben; neuer Patriarch wurde am 30. Juli Makarios. Bereits nach sechs Monaten wurde der Usurpator entmachtet; jedoch starb auch Johannes VII. kurz darauf. 1391 konnte dessen Sohn Manuel II. den Kaiserthron besteigen, setzte Antonios IV. im März (oder erst mit einigem zeitlichen Abstand im Sommer?) wieder in sein Amt ein und ließ sich am 11. Februar 1392 von ihm krönen.
Vermutlich im September oder Oktober 1393 schrieb Patriarch Antonios einen Brief an Großfürst Wassili I. von Moskau, der sein Reich zwar als Teil der orthodoxen Kirche betrachtete, allerdings verboten hatte, in der gottesdienstlichen Liturgie wie üblich zeremoniell des byzantinischen Kaisers zu gedenken. Er habe geäußert, dass Russland „zwar die [orthodoxe] Kirche, aber nicht den [orthodoxen] Herrscher“ habe. Antonios vertrat dagegen die Doktrin, die den Kaiser als Herrn über die Weltkirche ansah. Dies begründete er in seinem Brief einerseits mit der urchristlichen Unterordnung unter den Kaiser (1 Petr 2,17 ), andererseits damit, dass man dem Kaiser beim Ersten Konzil von Nicäa die oberste Position in der Kirche zugesprochen habe und er seitdem unzertrennlich mit dem Christentum verbunden sei. Es sei nicht möglich, Christ zu sein, ohne den byzantinischen Herrscher als Autorität anzuerkennen. Sich selbst bezeichnete er als „von Gott bestellten Vater und geistlichen Herren (Despotes) aller Christen der Oikumene“. Insgesamt suchte er also die Universalität des byzantinischen Kaisertums und die Hegemonie des oströmischen Herrschers zu betonen, unabhängig von der realen (militär-)politischen Machtkonstellation. Sein häufig zitierter Brief ist ein Musterbeispiel für diesen (im 14. Jahrhundert längst nur noch theoretischen) religiösen und politischen Anspruch sowie für die Verbindung von politischer und kirchlicher Macht in Byzanz.
Die Athosklöster machte Antonios vom Bistum Hierissos unabhängig und führte in ihnen ein neues Typikon ein. Gegen die Gegner des Hesychasmus ließ er auf den ausdrücklichen Wunsch des Kaisers hart vorgehen. Dies führte unter anderem dazu, dass Demetrios Kydones und Manuel Kalekas das Reich verließen. Gleichzeitig musste Antonios jedoch auch gegen die Tendenz, die Kompetenzen des Patriarchen von Konstantinopel zu beschneiden, ankämpfen. Insgesamt sind von ihm drei Siegel erhalten.
In einem Brief wohl vom Januar 1397 bat er Metropolit Kiprian von Moskau, den litauischen Großfürsten Władysław II. Jagiełło zu einer Beteiligung am Kreuzzug von Nikopolis zu bewegen. Hintergrund ist, dass die Osmanen Konstantinopel bedrohten, was Antonios zufolge die von Jagiełło angestrebte Kircheneinheit verhindere, da diese nur im Zentrum der orthodoxen Kirche wiederhergestellt werden könne. Ein weiteres Schreiben wurde zur gleichen Zeit an Władysław II. Jagiełło selbst versandt. Auch in andere Länder wurden Gesandte geschickt, um für Unterstützung für den Kreuzzug zu werben: Bischof Michael von Bethlehem reiste nach Galizien und Moldawien, Nicholas Notaras zu Karl VI. von Frankreich und weitere Gesandten wurden zu Papst Bonifatius IX. geschickt. Doch bereits im Mai 1397 verstarb Antonios IV.; ihm folgte als Patriarch Kallistos II. Xanthopoulos, der jedoch seinerseits noch im gleichen Jahr starb und von Matthaios I. nachgefolgt wurde.